# Ömer Altay Egesel
Ömer Altay Egesel (* 1913 in Susurluk; † 29. November 1985 in Ankara) war ein türkischer Jurist und Vorsitzender Richter im 1. Strafsenat des Kassationshofs. Im Jahr 1960 wurde er vom Komitee der Nationalen Einheit zum Chefankläger in den Yassıada-Prozessen ernannt.

## Leben
Im Jahr 1937 beendete Egesel sein Studium der Rechtswissenschaften an der Universität Ankara. In der Folgezeit war er an verschiedenen Orten als Richter und Staatsanwalt tätig.
Nach dem Militärputsch vom 27. Mai 1960 wurde er im Juli 1960 zum ordentlichen Mitglied im 1. Strafsenat des Kassationshofs und später vom Komitee der Nationalen Einheit zum Generalstaatsanwalt und somit Chefankläger in den Yassıada-Prozessen ernannt. In dieser Position forderte er unter anderem für den ehemaligen Staatspräsidenten Celâl Bayar insgesamt drei und für den ehemaligen Ministerpräsidenten Adnan Menderes sieben Mal die Todesstrafe. Die Todesurteile gegen Menderes, Polatkan und Zorlu wurden am 16. und 17. September 1961 auf der Insel İmralı vollstreckt.
In den Jahren 1977 und 1978 bekleidete Egesel das Amt des Vorsitzenden Richters im 1. Strafsenat des Kassationshofs.
| Personendaten    | Personendaten                                             |
| ---------------- | --------------------------------------------------------- |
| NAME             | Egesel, Ömer Altay                                        |
| KURZBESCHREIBUNG | türkischer Jurist, Chefankläger in den Yassıada-Prozessen |
| GEBURTSDATUM     | 1913                                                      |
| GEBURTSORT       | Susurluk                                                  |
| STERBEDATUM      | 29. November 1985                                         |
| STERBEORT        | Ankara                                                    |